# Grüsch
Grüsch est une commune suisse du canton des Grisons, située dans la région de Prättigau/Davos et la vallée du Prättigau.
Il s'agit, avec Schiers (également dans les Grisons), d'une des deux dernières communes d'Europe occidentale à passer du calendrier julien au calendrier grégorien, en 1812.
Au 1er janvier 2011, les communes de Fanas et de Valzeina ont été intégrées à celle de Grüsch.